# Lex Pedia

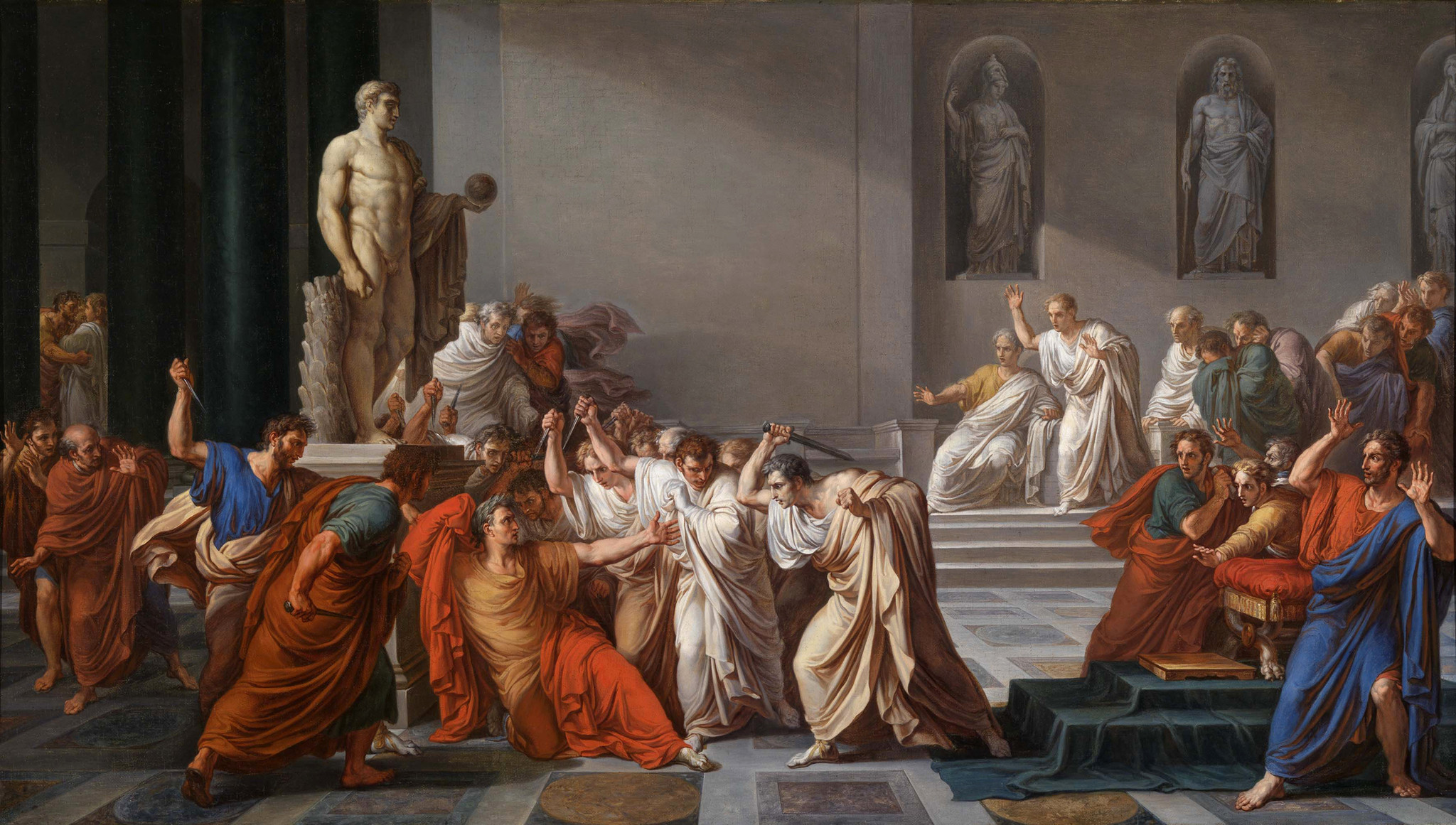
Vincenzo Camuccini, La morte di Giulio Cesare, 1798

La Lex Pedia è un provvedimento legislativo adottato dal Senato dell'antica Roma, allo scopo di punire gli assassini di Gaio Giulio Cesare. Si tratta, perciò, tecnicamente, di un senatus consultum, non di una lex comitialis.

## Storia
Nell'agosto del 43 a.C., pochi giorni dopo l'elezione ai comizi centuriati dei nuovi consoli Gaio Giulio Cesare Ottaviano e Quinto Pedio, su proposta di quest'ultimo, il Senato di Roma approvò la  Lex Pedia de interfectoribus Caesaris  con la quale si intendeva colpire coloro che ebbero un ruolo diretto o indiretto nella congiura che portò all'uccisione di Cesare.
La legge prevedeva di istruire un "processo per direttissima" (quaestio extraordinaria) nei confronti dei cesaricidi denunciati e, se riconosciuti colpevoli, veniva loro applicata la pena "aquae et ignis interdictio", ovvero dell'esilio e della confisca dei beni.
Secondo lo storico Appiano, (Storia Romana, Guerre civili, III, 392 - 393) vennero subito presentate molte denunce, sia contro coloro che avevano partecipato all'assassinio di Cesare, sia contro coloro che erano ritenuti mandanti o complici.
Il dibattimento venne fissato in un unico giorno e nessuno dei denunciati si presentò per difendersi. Con una votazione quasi unanime dei giudici, tutti gli imputati vennero condannati in contumacia.
Il clima creato dalla Lex Pedia portò, all'affermarsi del secondo triumvirato, alle proscrizioni delle quali Cicerone fu la vittima più illustre.
La lex Pedia sarebbe poi stata usata anche negli anni successivi come giustificazione di severi provvedimenti di violazione della lex iulia de maiestate, come la condanna di Cremuzio che aveva esaltato la figura di Bruto.
Velleio Patercolo così riferisce
Velleius Paterculus, II, 69 ( Shipley, London, 1924 ).  
At lege Pedia, quam consul Pedius collega Caesaris tulerat, omnibus, qui Caesarem patrem interfecerant, aqua ignique interdictum erat